# Варшавська трансміська залізниця
Варшавська трансміська залізниця (пол. Kolej średnicowa w Warszawie) є семикілометровою залізничною лінією, яка сполучає центр Варшави зі станціями Варшава-Західна та Варшава-Східна через тунель і залізничний міст над Віслою. 

## Історія

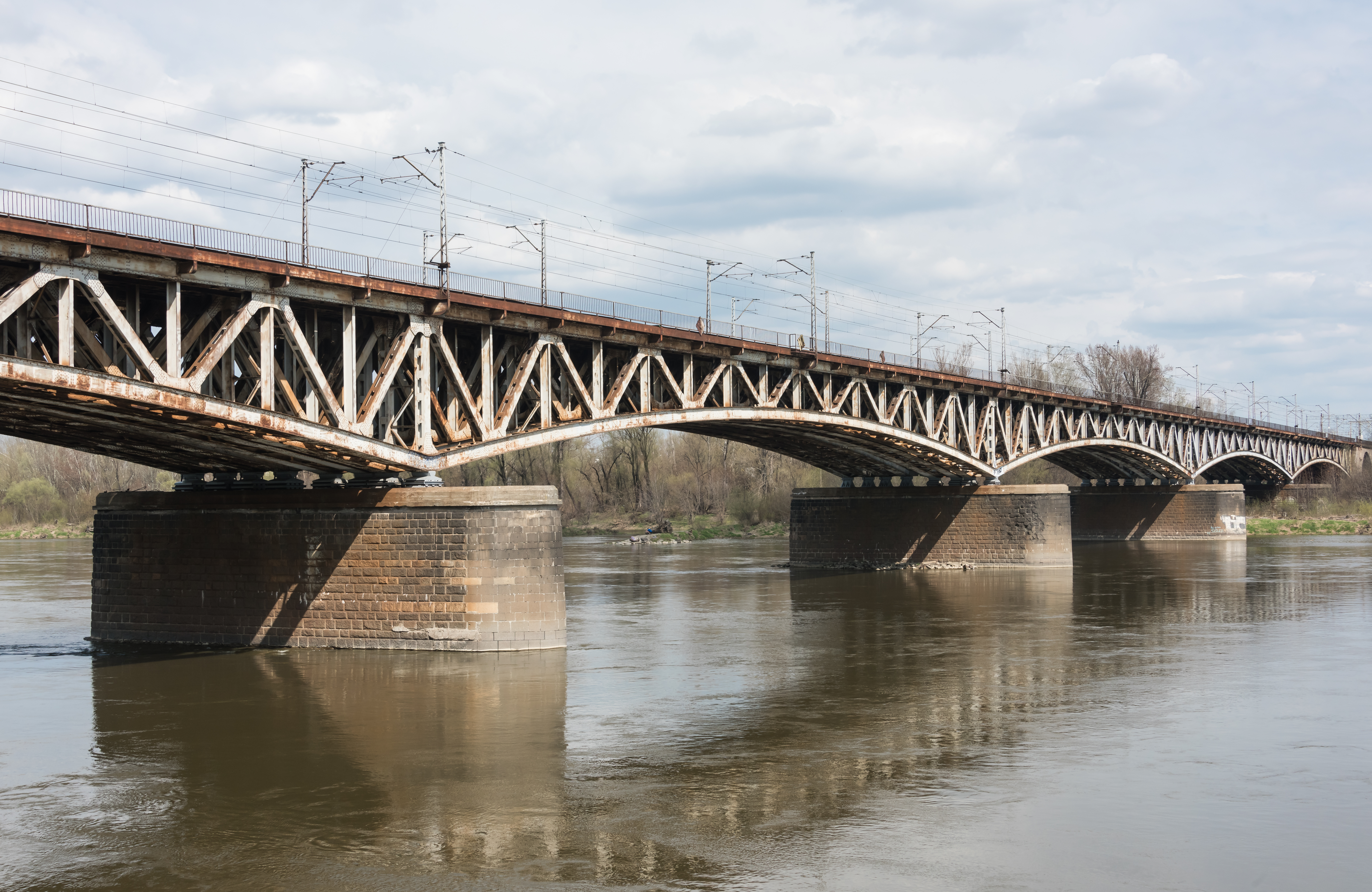
Средніковий залізничний міст у Варшаві

Була відкрита в 1933 році, а електрифікована в 1936 році. Спочатку діяли тільки дві залізничні колії, а в 1949 році, були додані ще дві. У середній частині Варшавська трансміська залізниця проходить через тунель протяжністю 2,31 км. Колії залізниці перетинають річку Вісла через Средніковий залізничний міст довжиною 445 м, який розташований між мостами Свентокшиським та Понятовського.

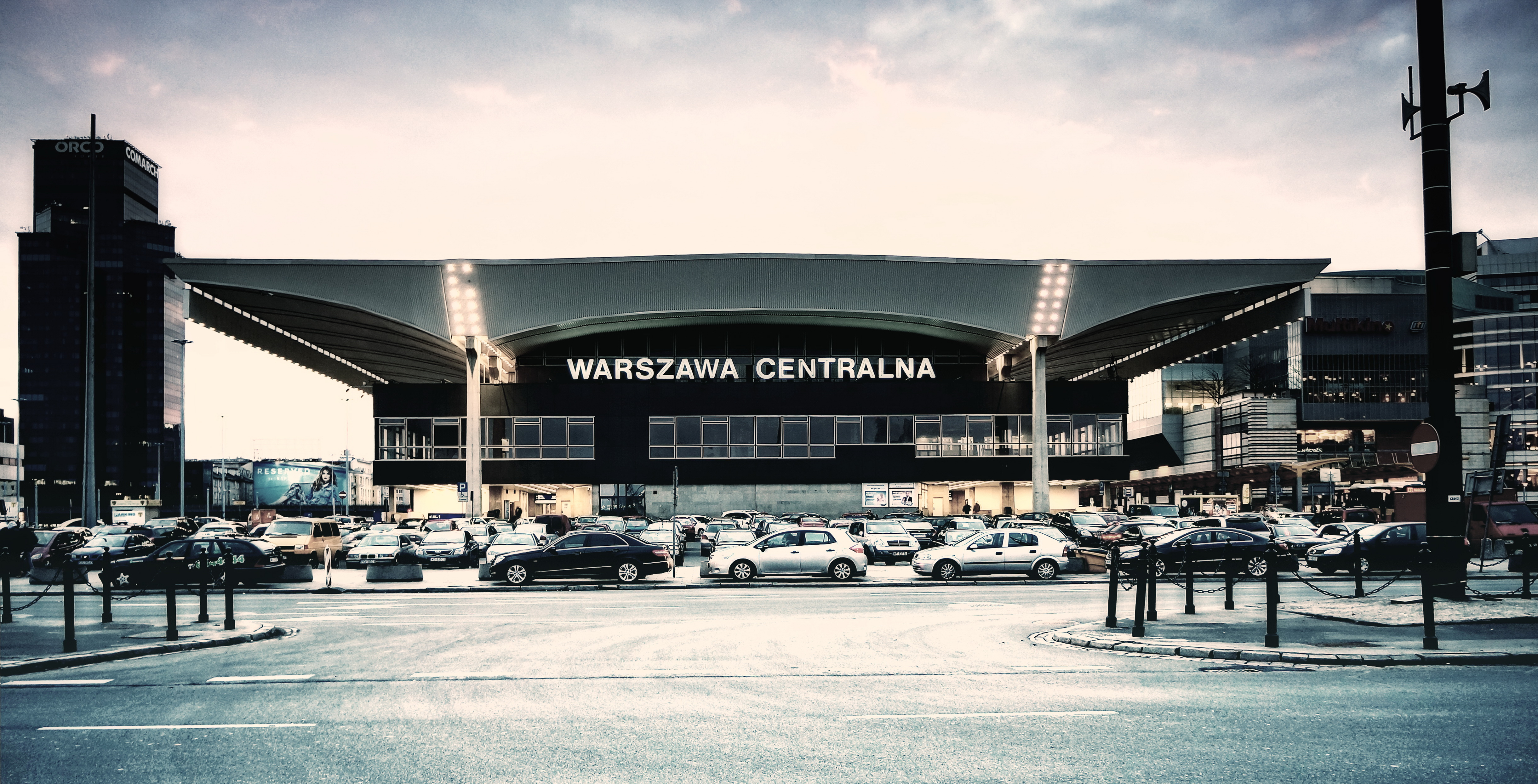
Фасад центрального вокзалу Варшави — Варшава-Центральна

До 1945 року в середині цієї залізничної лінії знаходився головний залізничний вокзал, роль якого перебрала Варшава-Центральна, яка знаходиться на захід від старої станції.

## Використання залізниці

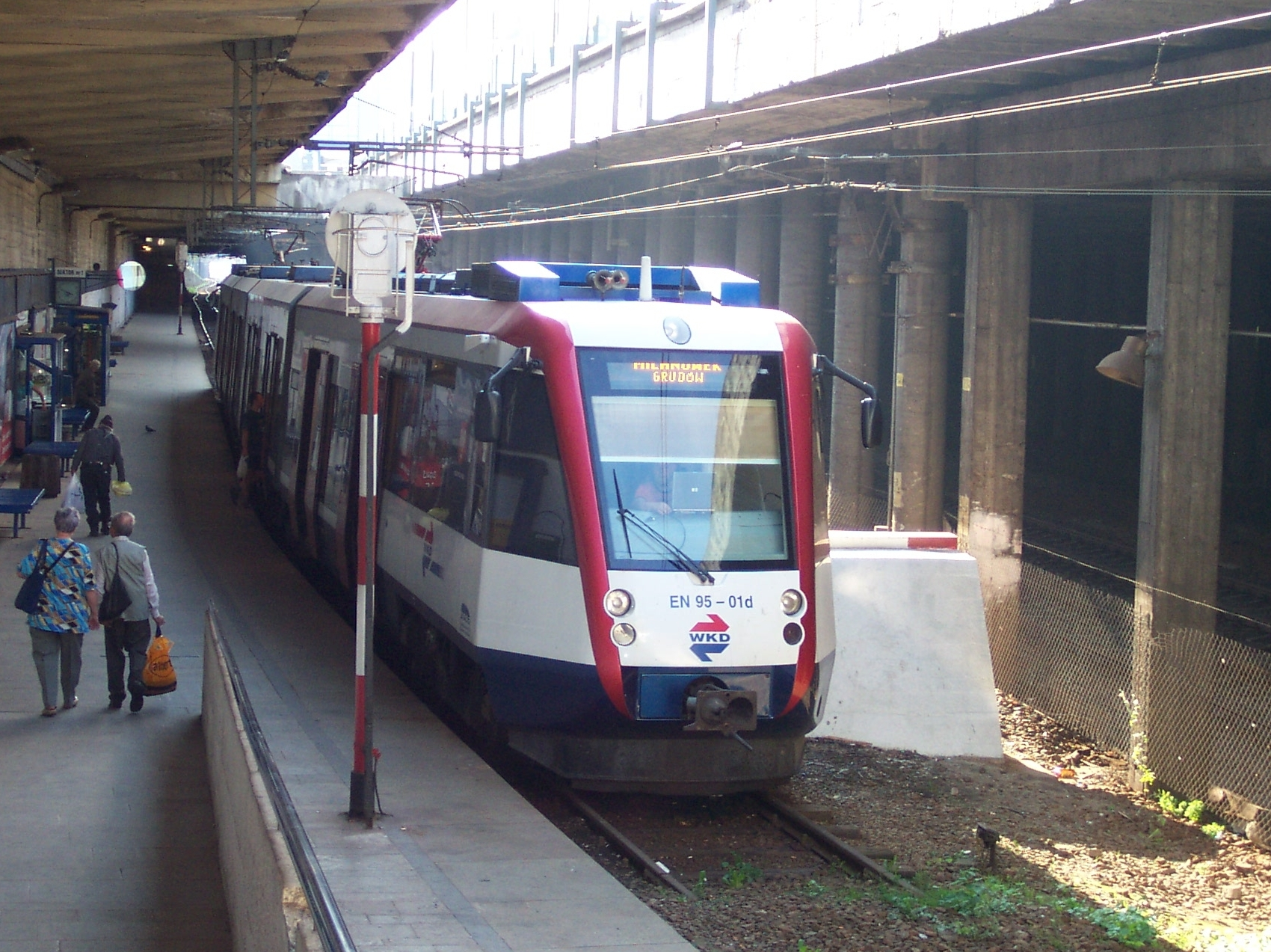
Станція Варшава-Середмістя

Починаючи з 1970-х років, старіша (південна) пара колій використовується регіональними поїздами Мазовецької залізниці і Варшавським приміським залізничним транспортом. Регіональні потяги використовують станції Варшава-Стадіон, Варшава-Повіслє, Варшава-Середмістя і Варшава-Охота (перераховані з сходу на захід), а потяги державного та міждержавного значення використовують станцію Варшава-Центральна. Інші залізничні лінії Варшавської трансміської залізниці, які простягаються до самого залізничного вокзалу Варшава-Середмістя, використовуються Варшавською приміською залізницею.